# Georgi Gulia
Georgi Gulia (in abcaso Гьаргь Дырмит-иԥа Гәлиа; Sukhumi, 14 marzo 1913 – Mosca, 18 ottobre 1989) è stato uno scrittore abcaso.

## Biografia
Nacque a Sukhumi, figlio dello scrittore e poeta Dmitri Gulia, uno dei fondatori della letteratura abcasa. Dopo gli studi all'Istituto Transcaucasico degli Ingegneri Ferroviari dal 1930 al 1935, lavorò alla costruzione della ferrovia del Mar Nero.
Poco dopo iniziò a lavorare nelle redazioni di testate dell'Abcasia. Fin da giovane si dedicò al giornalismo e alla pittura. Nel 1930 venne pubblicato il suo primo racconto На скате ("Sul pendio"); negli anni successivi continuò a scrivere racconti e storie per bambini. Nel 1940 entrò a far parte del Partito Comunista dell'Unione Sovietica.
Dopo la seconda guerra mondiale si trasferì a Mosca, dove fu invitato a lavorare nella redazione della Literaturnaya Gazeta. Nel 1947 decise di scrivere un'importante opera dedicata alla gioventù abcasiana moderna. Viaggiò nelle città e nei villaggi dell'Abcasia, incontrò persone e raccolse materiale. Nel 1948 sulla rivista letteraria Novyj Mir (Mondo Nuovo) venne pubblicato il romanzo Primavera a Saken. Ciò portò allo scrittore fama e riconoscimento pubblico. Scrisse altri due libri della trilogia Saken: La buona città (1949) e Kama (1951). Nel 1950 uscì la versione cinematografica di Primavera a Saken.
Successivamente, Gulia si dedicò alla scrittura di romanzi storici. Scrisse anche biografie romanzate di Alexander Blok, Mikhail Lermontov, Omar Khayyam, Rembrandt e di suo padre Dmitri Gulia.
Morì nel 1989 e fu sepolto a Sukhumi. Era sposato con Valentina Grigorievna Knyaginina ed ebbero due figli: Tatyana e Georgy.

## Opere tradotte in italiano
- Giorgio Gulia, Primavera a Saken, Roma, Edizioni di Cultura Sociale, 1951.